# Angónia (distrito)
Angónia é um distrito a norte da província de Tete, em Moçambique, com sede na vila de Ulongué. Tem limite, a norte e nordeste com o Malawi, a oeste com o distrito de Macanga e a sul e leste com o distrito de Tsangano. 
De acordo com o censo de 1997, o distrito tinha 247 999 habitantes e uma área de 3437 km², daqui resultando uma densidade populacional de 72,2 habitantes por km².
Os habitantes deste distrito, conhecidos por Ngoni , Angoni ou Mangoni falam Ngoni, língua Bantu com similaridades a línguas de países e distritos vizinhos, nomeadamente as línguas Cheua ou Chewa, e Nyanja, esta última falada na Zâmbia e em um pouco de Moçambique e Malawi. Por causa de demasiadas similaridades que a língua ngoni apresenta com as duas mencionadas acima, muitos acabam juntando ou fazendo confusão, chamando os falantes ou a própria língua de Chewa ou Cheua, por não perceberem a diferença.

## Divisão administrativa
O distrito está dividido em dois postos administrativos (Domué e Ulongué), compostos pelas seguintes localidades:
- Posto Administrativo de Domué:
  - Binga
  - Catondo
  - Caphessa
  - Chifumbe
  - Domué
  - Khombe
  - Liranga
  - Mpandula
  - Ndaula
  - N'khame
  - Seze
- Posto Administrativo de Ulongué:
  - Município de Ulongué
  - Chimwala
  - Dzuanga
  - Calómue
  - Man'gane
  - Mawonekera
  - Namigoha

De notar que em 2008 a vila de Ulongué foi elevada à categoria de município.

## Economia
A economia do distrito baseia-se na agricultura devido às suas terras férteis. Os produtos mais cultivados são o tabaco, o algodão, a batata reno e o feijão manteiga.